# Sepulturas de la catedral de San Esteban de Viena

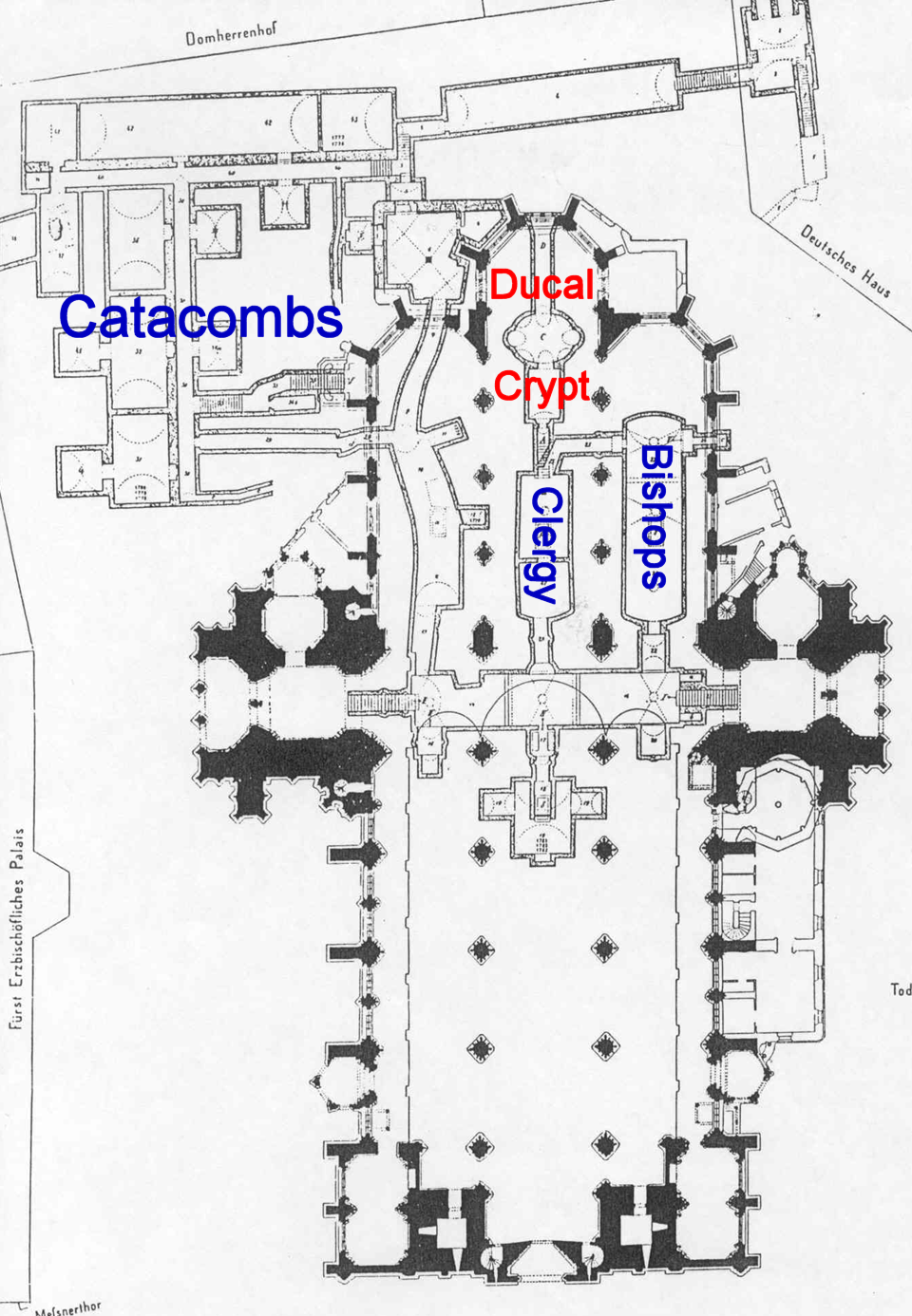
La Cripta Ducal (letras rojas) es una de los muchos enterramientos realizados en la catedral. Los huesos de unas 11.000 de los antiguos cementerios que rodeaban el edificio se encuentran ahora en las catacumbas.

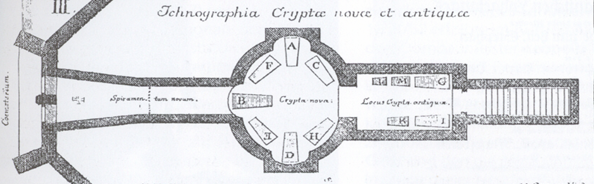
La vieja y la nueva cámara de la cripta son adyacentes, con un túnel en lado oriental (izquierda) y una escalera que comunican con la antigua cámara de la cripta en el lado occidental.

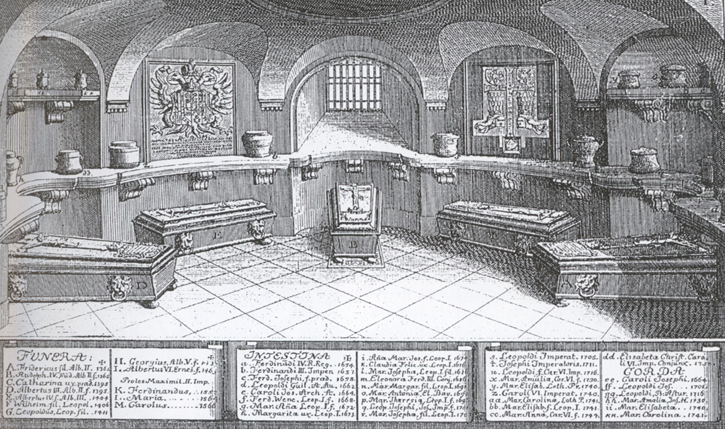
La Nueva Camara, mostrada en un grabadp de 1758, es prácticamente como se encuentra en la actuadlidad. La ventana sobre el sarcófago del Duque Rodolfo IV proporciona luz a la sala. Las urnas que contenían las vísceras han sido trasladadas a la cámara original adyacente.

Las sepulturas de la catedral de San Esteban de Viena, fueron denominadas criptas o catacumbas por los vieneses. Hay un complejo de pasillos y cámaras dividido en dos partes: la más antigua bajo la catedral y la más moderna al nordeste debajo de la plaza de San Esteban.
La Cripta Ducal constituye el centro del complejo de tumbas con el sarcófago de Rodolfo IV debajo del altar mayor. El duque fue quien las hizo construir para él y sus descendientes. Fueron ampliadas y restauradas entre los años 1754 y 1755 por la emperatriz María.
En la actualidad alberga quince féretros incluido el del duque. En una parte de la estancia oval se observa un relieve gótico con crestones y dos escudos que datan de los tiempos del duque y un relieve con el escudo del águila del Sacro Imperio romano de los tiempos de María Teresa. Y en los nichos laterales se conservan setenta urnas con las entrañas de los Habsburgo.
En 1952 se creó un lapidario bajo el coro central donde se guardan fragmentos de obras de arte destruidas así como de originales de esculturas reemplazadas por copias.
Y en 1953 se edificó una cripta para los obispos y arzobispos vieneses bajo el coro de los Apóstoles con un relieve del Cristo Resucitado de Josef Troyer. Durante la restauración de la catedral se trasladaron los restos de catorce prelados.
Una capilla se encuentra debajo del crucero remodelada en 1957. El altar del artista tirolés Josef Troyer, un crucifijo de madera de 1730 y una virgen de estilo clásica de la capilla del seminario de Hollabrum. Y debajo del coro de Santa María se encuentran las tumbas de los canónigos de la catedral.
En 1744 se construyó una parte nueva al completarse las ya existentes, y se cerró el cementerio de San Esteban y por ende se realizaban cada vez más entierros en catacumbas. Por esto se construyeron sótanos en las casas adyacentes a mediados del siglo XVIII. Once mil personas en treinta años fueron sepultadas aquí. Mediante una escalera, pasando la capilla de la Santa Cruz, se puede acceder al exterior.
José II prohibió el uso de criptas e iglesias para entierros en 1783. Estas catacumbas quedaron inaccesibles hasta que el cardenal Rauscher ordenó restaurar las criptas y emparedar los restos humanos en 1872/73.
Las investigaciones arqueológicas demuestran tras la restauración del Portal Gigante que existió un cementerio desde los tiempos de la fundación de San Esteban que no se cerró hasta 1735. Después las lápidas y lámparas fueron colocadas en las paredes de la iglesia. En la catedral se conservan doscientos epitafios además las tumbas de Rodolfo IV y Federico III.
También se conservan monumentos funerarios en los exteriores de la iglesia, son de los años 1440 a 1704. Tras la clausura del cementerio se colocaron en los muros de la iglesia.
En el pilar nordeste, en su parte delantera, se encuentra una copia fechada en 1912 del epitafio del poeta Conrad Ceitis cuyo original se encuentra en el interior de la catedral, junto a la entrada del confesionario. Representa al poeta como un sabio apoyado en unos libros. Bajo la inscripción se encuentra una corona de laureles que tienen una cruz y la leyenda: "VIVO".
El Huerto de Gestsemaní de Lackner se encuentra junto con una lámpara fúnebre de estilo gótica al sur del coro de los Apóstoles, muestra a Cristo con sus discípulos en el huerto. Fue realizada por el comerciante Lienhart Lackner en honor a Bárbara, su primera esposa. Hans Straub, cuñado de Lackner aporto el epitafio que lleva su nombre que representa Jesús despidiéndose de María, su madre, rodeado de los apóstoles.